# Arif Sağ
Arif Sağ (ur. 1945 w Erzurum) – turecki wokalista, muzyk, kompozytor i instrumentalista, wirtuoz bağlamy.

## Dyskografia
| - Gurbeti ben mi yarattım (1981) - Direniş (1983) - İnsan olmaya geldim (1983) - Muhabbet 1–5 (1984–1987) - Duygular dönüştü söze (1989) - Türküler yalan söylemez (1990) - Biz insanlar – Kerbela (1990) - Resital 1 (1990) - Ben çaldım siz söyleyin (1991) |  | - Halaylar ve oyun havası (1992) - Umut (1995) - Seher Yıldızı (1996) - Konzert for Bağlama (1998) - Golden Bağlama (1999) - Halay (2000) - Dost Yarası (2002) - Davullar Çalınırken (2005) - Ezo Gelin (2007) |